# 西班牙在歐洲青少年歌唱大賽之歷年表現
西班牙在歐洲青少年歌唱大賽的參賽歷史始於在丹麥哥本哈根舉辦的2003年首屆歐洲青少年歌唱大賽。歐洲廣播聯盟（EBU）正式會員西班牙廣播電視公司（RTVE）轄下的西班牙电视台（TVE）負責該國的選拔與參賽事宜。西班牙原本使用自己的國家選拔節目《Eurojunior》挑選參賽人選。第一位為西班牙出賽的代表塞爾吉奧（Sergio）和他的歌曲〈從天而來〉（Desde el cielo）在16國的選手中以收穫125分取得了亞軍的好成績。西班牙是歐洲青少年歌唱大賽中最成功的國家之一，9次參賽有7次進軍前五名。西班牙自2007年退出大賽，直到2019年才回歸參賽。

## 歷史

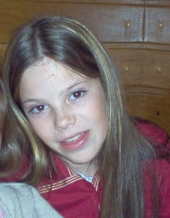
2007年的瑪麗亞·伊莎貝爾，她在2004年歐洲青少年歌唱大賽上代表西班牙拿下首次勝利。

西班牙是16個參加在丹麥哥本哈根会展中心舉辦的2003年首屆歐洲青少年歌唱大賽的國家之一，西班牙參賽代表塞爾吉奧和他的歌曲〈從天而來〉以125分排名亞軍。隔年西班牙送出瑪麗亞·伊莎貝爾和她的歌曲〈我寧死也不甘平淡〉參賽，結果她以171分的高分奪下大賽冠軍，成為大賽有史以來最年輕的奪冠選手（9年10個月又16天大，至今尚未被打破）。在2005年和2006年分別拿下亞軍和殿軍的好成績後，TVE宣布退出大賽，並表示「歐洲青少年歌唱大賽宣揚我們不認同的刻板印象」。
自2013年以來，多方都在嘗試讓西班牙回歸參賽。在2014年歐洲歌唱大賽時，西班牙代表團團長費德里科·拉諾（Federico Llano）表示TVE還不考慮回歸參加歐洲青少年歌唱大賽。2014年，EBU電視委員會表示將討論允許商業電視頻道參與的可能性，以便與西班牙私人廣播公司進行談判，來讓西班牙重返大賽，然而以上嘗試都沒有結果。2015年，多家媒體報導TVE正在努力重返大賽，但這些說法並未得到TVE的證實。
2016年5月13日，時任EBU執行主管永·奧拉·桑在新聞發布會上宣布，EBU正在與包括西班牙在內的多個國家的廣播公司進行接觸，以便他們參加當年的大賽。然而在2016年9月28日，西班牙並未被列為17個參賽國之一。TVE在13年的退賽後最後決定在2019年重返大賽。這次的重返相當成功，2019年的梅蘭妮·加西亞和2020年的索蕾亞都拿到了季軍，然而2021年的列維·迪亞茲以第15名的成績收場，這是第一次西班牙跌出前五名。不過西班牙很快就振作起來，2022年的參賽者卡洛斯·希格斯將名次進步到了第六名，到了2023年珊德拉·瓦萊羅更是拿下了亞軍之位。
2024年2月14日，由於前一年的冠軍法國不想再舉辦大賽，於是身為亞軍的西班牙便獲得了大賽的主辦權。這不僅是西班牙首次主辦歐洲青少年歌唱大賽，同時也是繼1969年歐洲歌唱大賽之後第一次在西班牙舉行的欧洲电视网賽事。EBU和RTVE於2024年5月10日確認2024年大賽將在馬德里舉行。 On 10 May 2024, the EBU and RTVE selected Madrid as the host city for the event.

## 參賽者
以下參賽歌手/團體以及歌曲的中文名稱皆非官方中譯。
| 1 | 冠軍 |
| 2 | 亞軍 |
| 3 | 季軍 |

| 年份          | 參賽選手                       | 歌曲                                               | 語言           | 排名     | 得分     |
| ------------- | ------------------------------ | -------------------------------------------------- | -------------- | -------- | -------- |
| 2003年        | 塞爾吉奧 Sergio                | 〈從天而來〉 〈Desde el cielo〉                    | 西班牙语       | 2        | 125      |
| 2004年        | 瑪麗亞·伊莎貝爾 María Isabel   | 〈我寧死也不甘平淡〉 〈Antes muerta que sencilla〉 | 西班牙語       | 1        | 171      |
| 2005年        | 安東尼奧·荷塞 Antonio José     | 〈我將鮮花帶給你〉 〈Te traigo flores〉            | 西班牙語       | 2        | 146      |
| 2006年        | 丹尼·費爾南德茲 Dani Fernández | 〈給你我的聲音〉 〈Te doy mi voz〉                 | 西班牙語       | 4        | 90       |
| 2007年–2018年 | 沒有參賽                       | 沒有參賽                                           | 沒有參賽       | 沒有參賽 | 沒有參賽 |
| 2019年        | 梅蘭妮·加西亞 Melani García    | 〈火星〉 〈Marte〉                                 | 西班牙語       | 3        | 212      |
| 2020年        | 索蕾亞 Soleá                   | 〈動起來〉 〈Palante〉                             | 西班牙語       | 3        | 133      |
| 2021年        | 列維·迪亞茲 Levi Díaz          | 〈笑〉 〈Reír〉                                    | 西班牙語       | 15       | 77       |
| 2022年        | 卡洛斯·希格斯 Carlos Higes     | 〈小姐〉 〈Señorita〉                              | 西班牙語、英語 | 6        | 137      |
| 2023年        | 珊德拉·瓦萊羅 Sandra Valero    | 〈愛著你〉 〈Loviu〉                               | 西班牙語       | 2        | 201      |
| 2024年        | 克洛伊·德拉羅莎 Chloe DelaRosa | 〈像羅拉一樣〉 〈Como la Lola〉                    | 西班牙語       | 6        | 144      |

### 選手相片集

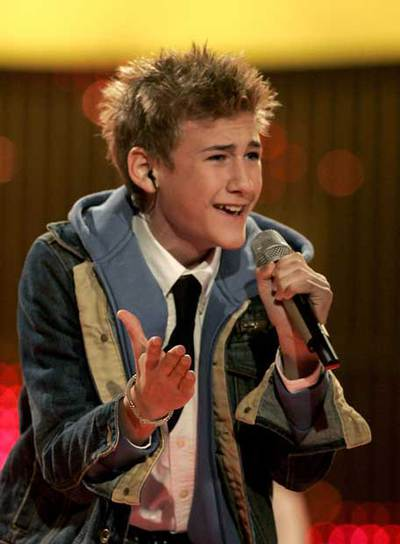
丹尼·費爾南德茲在布加勒斯特（2006）
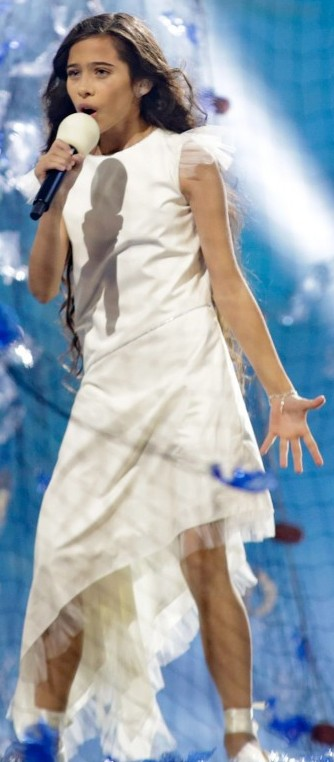
梅蘭妮·加西亞在格利维采（2019）
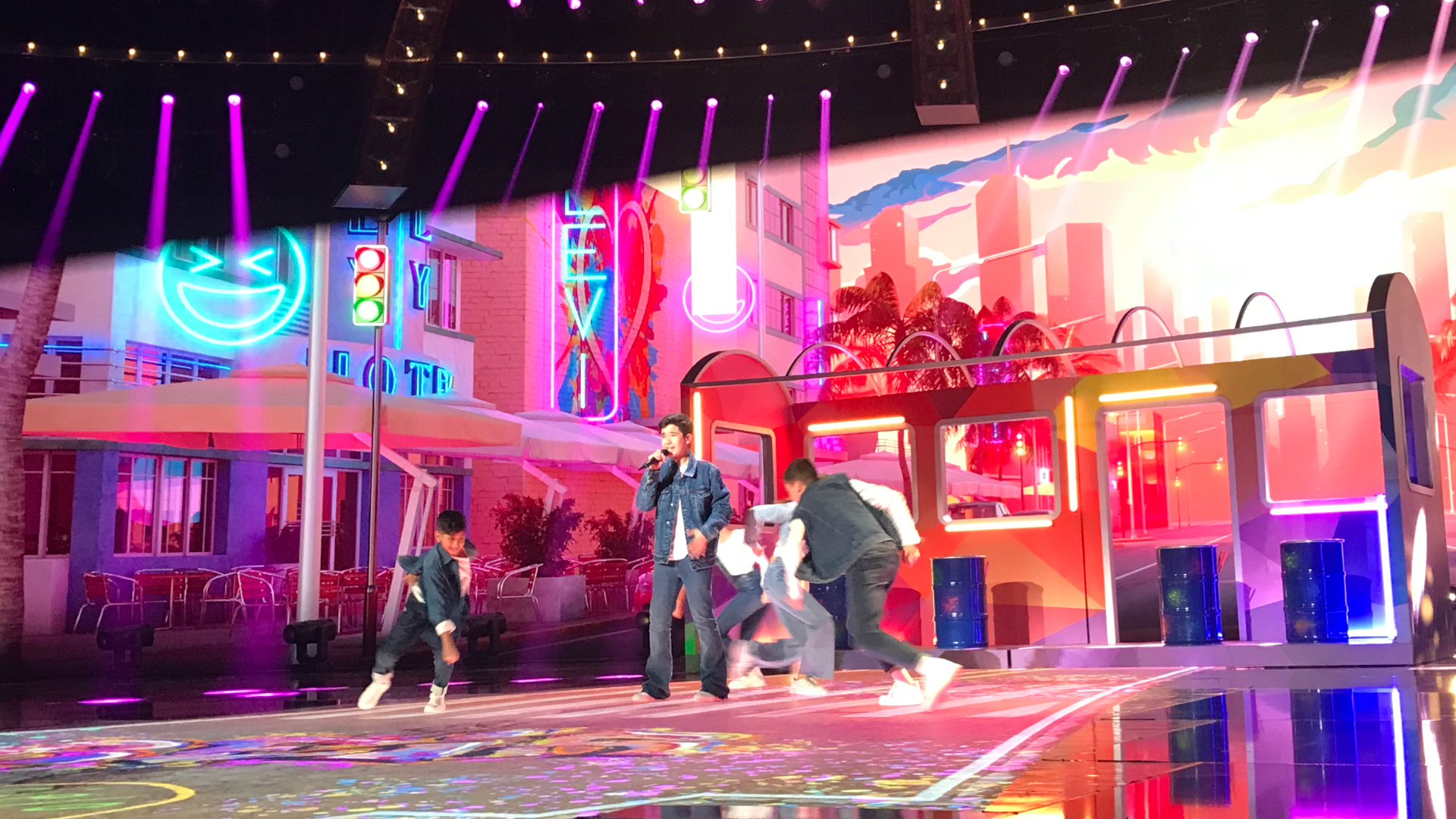
列維·迪亞茲在巴黎（2021）
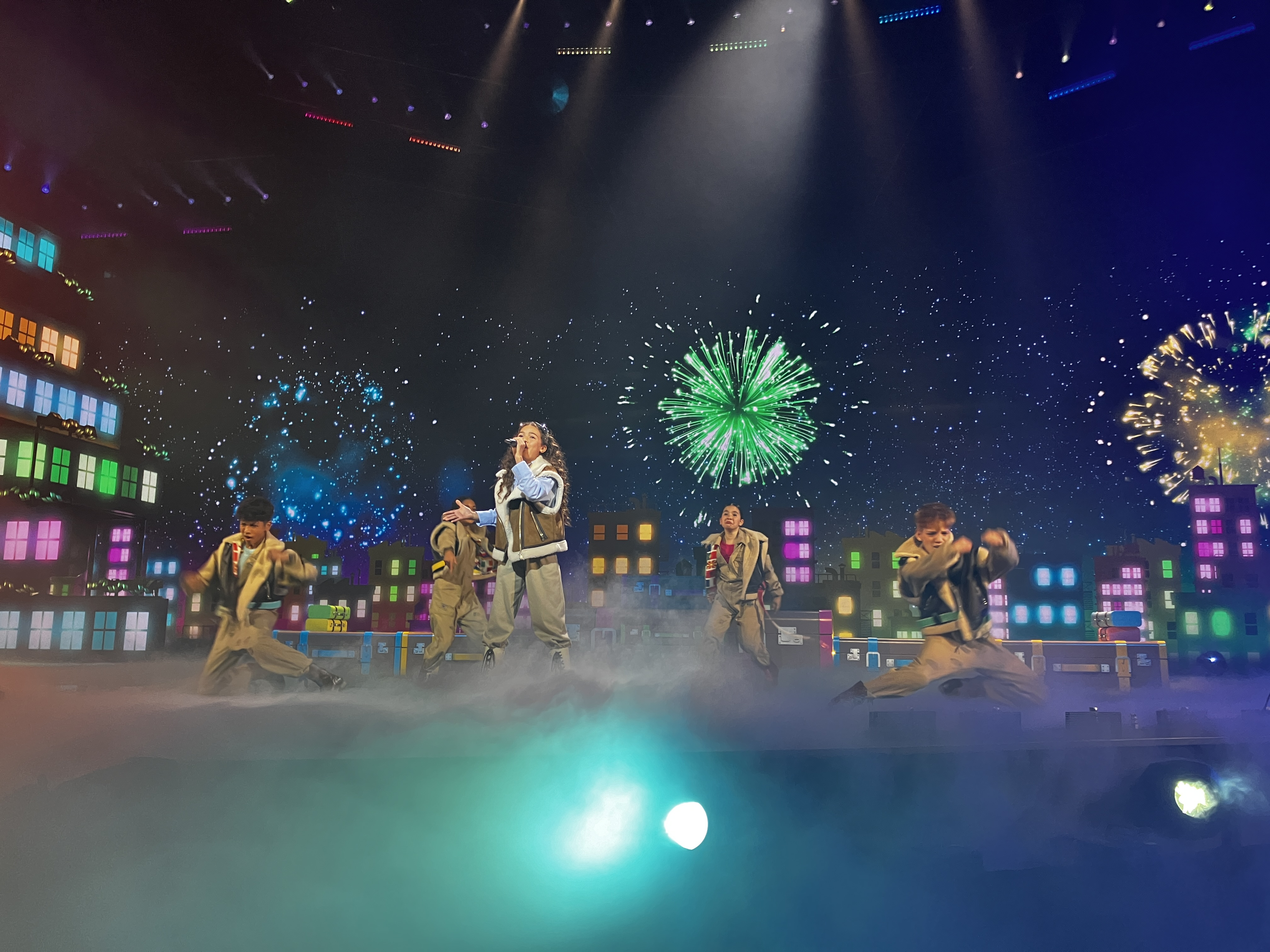
珊德拉·瓦萊羅在尼斯（2023）

## 評論員與唱票員
大賽透過官方網站junioreurovision.tv和YouTube在網路上向全世界進行轉播。2015年大賽在官網上的轉播甚至有官網總編路克·費雪（Luke Fisher）和保加利亞2011年歐洲青少年歌唱大賽代表伊凡·伊萬諾夫以英語擔任評論員。TVE每次參賽也會派出自己的評論員去大賽現場來提供國內觀眾西班牙语解說，同時也會派出一位唱票員來宣讀西班牙的給分。下表列出自2003年TVE派出的評論員與唱票員。
| 年份          | 放送頻道               | 評論員                                                           | 唱票員                                             | 參考資料                    |
| ------------- | ---------------------- | ---------------------------------------------------------------- | -------------------------------------------------- | --------------------------- |
| 2003年        | La 1                   | 費爾南多·阿根塔                                                  | 吉米·卡斯特羅（Jimmy Castro）                      | [ 19 ]                      |
| 2004年        | La 1                   | 費爾南多·阿根塔                                                  | 盧丘（Lucho）                                      | [ 20 ] [ 21 ]               |
| 2005年        | La 1                   | 碧翠絲·佩克（Beatriz Pécker）和盧丘                              | 岡薩洛·古鐵雷斯·布蘭科（Gonzalo Gutiérrez Blanco） | [ 22 ]                      |
| 2006年        | La 1                   | 費爾南多·阿根塔和盧丘                                            | 露西雅（Lucía）                                    | [ 23 ]                      |
| 2007年–2018年 | 沒有參賽               | 沒有參賽                                                         | 沒有參賽                                           | 沒有參賽                    |
| 2019年        | La 1 TVE Internacional | 東尼·阿奎拉、朱莉婭·瓦雷拉和維克多·艾斯庫德羅（Víctor Escudero） | 薇歐蕾塔·雷亞（Violeta Leal）                      | [ 24 ] [ 25 ]               |
| 2020年        | La 1 TVE Internacional | 東尼·阿奎拉、艾娃·莫拉（Eva Mora）和維克多·艾斯庫德羅            | 梅蘭妮·加西亞                                      | [ 26 ] [ 27 ]               |
| 2021年        | La 1 TVE Internacional | 東尼·阿奎拉和朱莉婭·瓦雷拉                                       | 露西亞·阿科斯（Lucía Arcos）                       | [ 28 ] [ 29 ]               |
| 2022年        | La 1 TVE Internacional | 東尼·阿奎拉和朱莉婭·瓦雷拉                                       | 胡安·迪亞哥·阿爾瓦雷（Juan Diego Álvarez）         | [ 30 ] [ 31 ]               |
| 2023年        | La 1 TVE Internacional | 東尼·阿奎拉和朱莉婭·瓦雷拉                                       | 胡安·迪亞哥·阿爾瓦雷（Juan Diego Álvarez）         | [ 32 ] [ 33 ]               |
| 2024年        | La 1 TVE Internacional | 東尼·阿奎拉和朱莉婭·瓦雷拉                                       | 卡洛斯·希格斯                                      | [ 34 ] [ 35 ] [ 36 ] [ 37 ] |

## 主辦情況
| 年份   | 地點   | 場館       | 主持人                                  | 參.           |
| ------ | ------ | ---------- | --------------------------------------- | ------------- |
| 2024年 | 马德里 | 魔術盒球場 | 露絲·洛倫佐、馬克·克洛特和梅蘭妮·加西亞 | [ 16 ] [ 38 ] |

## 註記和參考資料

### 註記
1. ↑  包含幾句重複的英語、法語、義大利語和葡萄牙語歌詞。